# Ponta

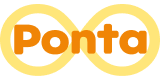
Pontaのロゴマーク

Ponta（ポンタ）は、三菱商事の関連会社である株式会社ロイヤリティマーケティング（英: Loyalty Marketing, Inc.）が発行・運用・管理する共通ポイントプログラムおよび関連するサービスのブランド名称。

## 概要
2008年12月1日付で三菱商事の100%子会社として設立されたロイヤリティ マーケティング（以下「LM」と記す。）が中心となって2010年3月1日にサービス開始した共通ポイントサービスである。
2024年時点での会員数は1億1,842万人(2024年7月末日時点)、提携店舗数は31万店(2024年8月1日時点)、提携先は150社・215ブランド(2024年8月1日時点)である。
三菱商事と関連の深かったローソン、昭和シェル石油、ゲオの既存ポイントカード会員をPontaに統合することで、サービス開始当初から約2000万人の会員を確保できるとしており、サービス開始から3年間で加盟社数30社・会員数3000万人を目標とする方針を明らかにしていた。
2014年4月30日、LMとリクルートとの間で資本・業務提携契約を締結。それに伴い、2015年春を目途にリクルートグループが運営しているリクルートポイントをPontaに統合することとなった。またリクルートHDは、2014年夏を目途に実施されるLMの第三者割当増資を引き受け、同社に15%出資した。2015年11月24日の統合時にはシステム障害が発生し、一部のサービスは延期となったものの、2016年2月2日より全てのサービスを開始した。
2014年11月10日、LMと日本航空との間で資本・業務提携契約を締結。JALマイルとPontaポイントの相互交換サービスを2015年春より開始した。
2014年11月10日、LMが実施する第三者割当増資をローソンが引受け、LMの株式の20％を取得した。
2019年12月16日、LMとKDDIは資本・業務提携契約を締結することを発表。KDDIは三菱商事が保有しているLM株のうち、20％を取得すると共に、2020年5月21日にKDDIが運用しているau WALLETポイントをPontaに統合した。

## Pontaブランドのサービス

### Pontaアプリ[11]
Pontaポイントのバーコードを表示できるため、ポイントカードを持ち歩かなくてもPontaポイントの利用や残高が確認できる。「Ponta毎日動画」や「Ponta毎日くじ」等のPontaアプリ限定のポイ活サービスも複数搭載されている。その他「Pontaリサーチ」や「Pontaボーナスパーク」、「Pontaスタンプカード」等のWebでも利用可能なPonta関連サービスもPontaアプリ内で使用することができる。
2023年9月時点でのダウンロード数は、1,500万を超えている。
また、Pontaアプリ内にau PAYの機能も搭載しており、au PAYアプリをダウンロードしなくてもPontaアプリでau PAYのコード支払いが利用可能である。
ローソン・ローソンストア100で利用可能なクーポンとしてローソンアプリ内で提供されている「お試し引換券」や「特別ポイント」 もPontaアプリ内で利用可能である。
旧名称は「Pontaカード(公式)」であったが、2022年1月26日のリニューアルに伴い、「Pontaアプリ」の名称に変更された。

### Pontaランク
Pontaサービスの利用等の条件達成によって会員ランクが決定し、ランクに応じてPontaポイントがプレゼントされるサービスである。Pontaランクの対象サービスごとに設定された条件を達成するとスコアが獲得でき、同月内に獲得したスコアに応じてランクが決定するロイヤリティプログラムである。
Pontaランクのサービスを受けるにはPontaアプリにログインしている必要があるため、プラスチックカードのみの利用や、au PAYアプリやローソンアプリなどのPonta関連アプリのみでPontaポイントを利用している場合には、Pontaランクのサービスを受けることができない仕様となっている。

### Green Ponta Action[17]
「持続可能な開発目標（SDGs：Sustainable Development Goals）」の達成に向けてLMが展開している活動であり、その一環としてスマートフォンアプリを提供している。
Green Ponta Actionアプリは、CO2削減などにつながる日常生活の中で気軽に取り組めるアクションを積み重ねることで、持続可能な未来に向けた活動を応援できるスマートフォンアプリとして2021年4月12日から運営されている。2023年12月には100万ダウンロードを突破しており、1日あたり13万人以上、月間25万人以上のユーザーが利用している。

### Pontaマンガ
LMがand factory株式会社とともに2023年12月21日よりサービスを開始した総合型電子マンガ書店である。マンガの購入にPontaポイントをつかったり、購入金額に応じてPontaポイントをためることができる。

### PontaPLAY
2015年8月12日よりLMが運営している、Pontaポイントがためられるゲームやコンテンツが掲載されたポータルサイトである。サイト内では他社の運営するコンテンツも含めたゲームをPLAYすることで、Pontaポイントをためたりつかったりすることができる。

### Pontaリサーチ[22]
Pontaリサーチ会員に登録し、アンケートに回答することでアンケート内容に応じたPontaポイントをためることができるサービスである。LMによる自主調査や企業および団体などから依頼を受けたアンケートが配信されている。

### Pontaボーナスパーク[24]
2020年9月よりLMが運営している、商品・サービスの買い物や申し込みによってPontaポイントがもらえるサービスである。2023年6月28日にリニューアルされた。
PontaPLAY内のコンテンツとして「Pontaポイントモール」も運営されていたが、2023年9月28日12時をもってサービス終了しPontaボーナスパークへと統合された。

### 買っトク！Ponta
2022年10月18日からLMと株式会社mitorizにより運営されているECサイトである。パッケージ変更や新商品発売などによる終売品、賞味期限間近の商品などのメーカーが抱える余剰在庫をmitorizが仕入れ、Ponta会員向けに割安に販売することで廃棄ロス・フードロスの軽減に貢献するとしている。

### Pontaスタンプカード
2024年3月1日から提供されている機能で、スタンプカードごとに設定されたチャレンジ期間中に対象店舗でPontaカードもしくはPontaアプリなどのデジタルPontaカードを提示してお買い物や特定の行動をすることによってスタンプがたまり、目標のスタンプ数をためるとPontaポイントなどの特典を受け取れるサービスである。

### お金のミカタ[29]
2021年よりLMが少額短期保険や損害保険、生命保険の保険販売代理業に参入したことに伴い開設された、保険・銀行・証券の金融サービスを紹介するメディアサイトである。
サイト内では、各種保険商品や銀行・証券サービスの紹介、お金に関するコラムやお金の診断テスト、占い、などのコンテンツが提供されている。また、アンケート回答でPontaポイントがたまる「オカネコ for Ponta」もサイト内で提供されている。

### MUGEN Portal
2024年12月16日よりLMが運営している、MUGEN Chainを活用したWeb3プラットフォームである。サービス開始と同時に「みんなの応援実績」機能を提供し、LMやMUGEN Portal参画企業のサービスにおけるユーザーごとのサステナブル領域の貢献活動を可視化するとしている。
「みんなの応援実績」では、サービス開始と同時に前述のGreen Ponta Actionやジオフラ株式会社が提供するスマホアプリ「プラリー」が参画している。

### Pontaパス
Pontaパス（ポンタパス）はauブランドを展開するKDDIおよび沖縄セルラー電話がスマートフォンユーザー向けに2024年10月2日から行っているサービスである。「auスマートパス」の名称で提供されていたが、2024年10月2日より「Pontaパス」としてサービス名称やロゴ、内容がリニューアルされた。

## 海外展開
日本のPontaユーザーは、ハワイのPonta提携店や台湾のOPEN POINT提携店、ベトナムのUtop提携店でポイントをためる・つかうことができる。過去にはインドネシアや韓国、マレーシアでもサービスを展開していた。

### サービス提供中

#### ハワイ（2023年1月31日～[34]）
日本国内での利用と同様に、対象店舗でPontaカードまたはPontaアプリのバーコードを提示することでPontaポイントをためる・つかうことができる。

#### 台湾 OPEN POINT（2023年7月27日～[36]）
Pontaアプリから専用バーコードを提示することで、台湾のOPEN POINTポイントをためる・つかうことができる。
台湾での対象店舗は、コンビニエンスストア「セブン‐イレブン」やコーヒーストア「スターバックス コーヒー」、大型ショッピングモール「ドリームモール」など、サービス開始時点で14ブランドが対象となっている。
ためたOPEN POINTポイントは、Pontaポイントに交換後、日本国内のPonta提携店舗で利用することができる。

#### ベトナム Utop(2023年8月10日～[38])
専用ページを経由してUtopアプリをダウンロードし、バーコードを提示することで、ベトナムのUtopが提携する店舗でお買い物する際、Pontaポイントをためることができる。ためたポイントは、日本国内のPonta提携店舗でつかうことができるほか、Utopポイントに交換してベトナムのUtop提携店舗でつかうこともできる。
アジアン ティー カフェ「Gong Cha」や、ファストフードレストランチェーン「ロッテリア」をはじめとした、Utopが提携している1,500ブランド以上（5,000店舗以上）の店舗でポイントをためてつかうことができる。

### サービス終了済み

#### 台湾 得易Ponta
2014年7月、台湾の東森整合行銷股份有限公司（Eastern Intergrated Marketing）との合弁で、日本のポイントサービスとしては初めて、台湾でのサービス｢得易Ponta｣を開始 したが、2018年12月31日をもってサービスを終了した。

#### インドネシア
2015年2月にはPontaはインドネシアに進出した。運営はPT. Global Loyalty Indonesiaである。2022年5月31日をもってサービスを終了した。

#### 韓国 OKキャッシュバック（2016年）
韓国のポイントサービス「OKキャッシュバック」 会員が、訪日時に対象のPonta提携店舗の店頭でスマートフォン画面（※2）を提示するだけで、簡単にポイントをためて、つかえるサービス。

#### マレーシア Bonus Link（2017年9月~2020年6月28日）[42]
2017年にはマレーシアのポイントサービス「Bonus Link」と提携し（2020年6月28日提携終了）、各サービス利用者が日本でPontaを利用できるようになった。

## ブランド名とイメージキャラクター「Ponta」
「Ponta」というブランド名は、消費者・提携企業にとっての「Point terminal」（ポイントターミナル）となるという意味と、「ポイントがポンポンたまる」様子を親しみやすい表現で示したものとしている。「ポンポン」というイメージから想定されるものとして、イメージキャラクターはタヌキをイメージしており、提携企業ごとにカスタマイズすることでさらに親近感を持たせることを狙っている。イメージキャラクターの名前も「Ponta」である。ロゴに「∞」が使われているが、これはポイントが行き来し、集まるターミナルを表現、このサービスが無限大に広がっていくイメージをあらわしている。また、Pontaの目の周りの部分にもかけている。なお、Pontaの誕生日は3月1日 となっている。また、Pontaはイラスト上で提携企業のユニフォームを着用することもある。
2008年11月に「Ponta」および「Point terminal」という名称、「Point terminal」のロゴ、イメージキャラクターのタヌキ「Ponta」が日本郵政グループの郵便事業会社（現：日本郵便）と株式会社電通の合弁会社の株式会社JPメディアダイレクト によって出願され、登録商標となっていたが後に権利者がLMに変更されている。2008年11月以降「Ponta」に関連する商標はLMが出願を行っている。

### バファローズ☆ポンタ
パシフィック・リーグに所属する日本のプロ野球球団「オリックス・バファローズ」とのコラボレーションにより生まれたPontaである。2019年シーズンまではバファローズポンタという名前で活動していた。

#### 概要

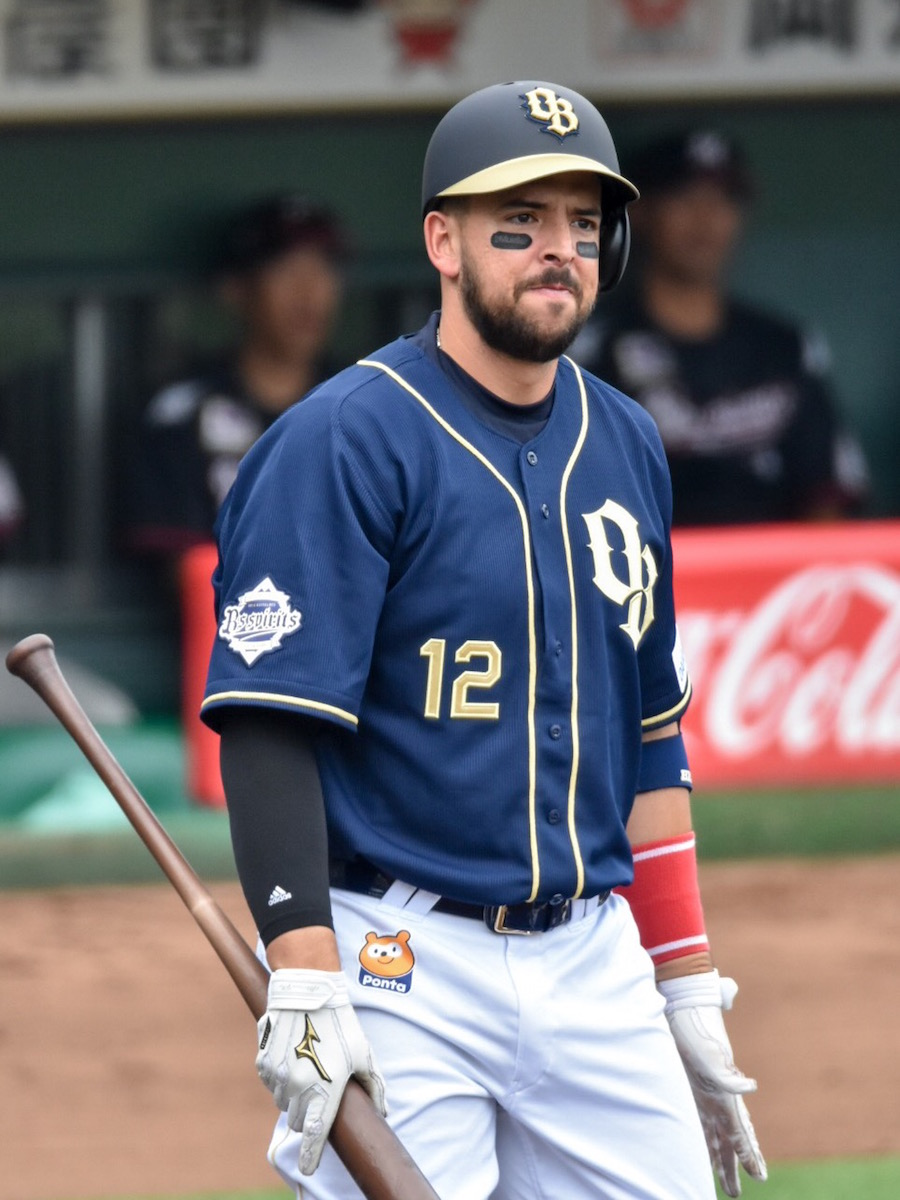
バファローズのクリス・マレーロ選手（2017年）。ユニフォーム下衣の右ポケット付近に、スポンサーとしてのPontaマークが見える。

2015年11月23日、LMは翌2016年シーズンにおけるオリックス・バファローズのキャップスポンサー契約を締結した。バファローズポンタはこれを受けて誕生したもので、同年のファン感謝デーにてお披露目された。イメージキャラクターの「Ponta」(以降、この節ではこのキャラクターのことを「ポンタ」と表記する)が、バファローズのレプリカユニフォームやキャップ等を身に纏った姿をしている。
ワッペンでの広告掲出にとどまらないキャラクター活用でバファローズを応援するべく、同年4月8日には公式Twitterアカウントが開設され、翌4月9日の対福岡ソフトバンクホークス1回戦（鹿児島県立鴨池野球場）より同アカウントでバファローズの応援を開始。
試合開始前および終了後には、ポンタがバファローズの勝敗に一喜一憂する様子が描かれた描きおろしのイラストがアップされており、「バファローズファンとして毎日の試合を応援する」コンセプトで、時事ネタや流行作品のネタを織り交ぜ、試合を見てアレンジを入れつつ毎試合の投稿を行っている。
また、バファローズ選手が節目の記録(中島宏之の日米通算1500安打、金子千尋の通算100勝 など)を達成したり、引退したりした 際にも、同様にイラストがアップされている。
これらのイラストには、ポンタ本人のほか同居する家族（父・母・妹・弟の４人）や、知り合いのおばさんや先生なども登場し、ポンタとともにバファローズを応援する様子が見られる。勝利時には「おりほー!」という言葉とともにポンタたちが喜ぶ一方、なぜか敗戦時にはポンタ及び父の着ていたユニフォームが脱げ全裸で悲しんでいるのが特徴。なお、引き分けの場合はポンタが服を脱ぎ食事をしているイラストがアップされている ほか、雨天中止やノーゲームになった場合の傘を持ったりレインコートを着たりしたポンタのイラストも存在する。
また、バファローズポンタの公式サイトも存在し、オリジナルの壁紙をダウンロードできる。
12月22日、2017年シーズンの契約更改を行ったと発表。2017年3月31日の開幕戦（対東北楽天ゴールデンイーグルス1回戦、京セラドーム大阪）より同年のバファローズの応援を開始した。
2018年シーズン以降も引き続きバファローズの応援が行われており、2019年シーズンからはこれまでのイラストに加えて試合によっては終了後に音声付きの動画が投稿されるようになった。
2019年12月20日、公式Twitterにて2020年シーズンの契約を更改したことを報告すると同時に「日本一の願いを星に込める」意味でバファローズ☆ポンタに改名すると発表した。なお、「☆」の部分は発音しないとコメントしている。

#### 反響
2016年シーズンのバファローズは開幕当初から下位に低迷。前述のTwitterアカウントにはバファローズの敗戦を悲しみ哀愁漂うポンタのイラストが数多く掲載されることになったが、しかしこれが逆に「切ない」と人気を集めることになる。特に5月24日の対福岡ソフトバンクホークス7回戦(福岡 ヤフオク!ドーム)後のツイートでは、バファローズが6対22の大敗を喫したことに対して無表情で静かに涙を流すポンタのGIFアニメーションが登場。このツイートは4万回以上リツイートされ、心配したファンから激励のメッセージが寄せられるなど、一躍バファローズポンタを有名とすることとなった。
その後も我を失った表情で「んほー!!」と絶叫する、燃え尽きて真っ白な灰になる、沖縄の海水浴場で父子ともに無表情でへそを引っ張ったまま海面に漂う など、主に敗戦時におけるポンタのリアクションが注目を集め続けた結果、バファローズポンタのTwitterアカウントはフォロワー数が14万を超えるまでに増加。これは千葉ロッテマリーンズのマーくんや福岡ソフトバンクホークスのハリーホークなどライバル球団における公式マスコット、さらには本家ポンタのTwitterフォロワー数を上回る規模で、バファローズ球団公式Twitterアカウントのそれにも迫らんとする勢いである。
この人気ぶりを受け、バファローズ球団側もぬいぐるみやTシャツ、タオル等のノベルティグッズを発売したり、TwitterアカウントのイラストをもとにしたLINEスタンプを作成したりしている。特にぬいぐるみは発売のたびに売り切れを繰り返しており、製造が追いついていない状況にある。さらには試合中にそのぬいぐるみをベンチやブルペンに置いたり、8月5日の対千葉ロッテマリーンズ17回戦(京セラドーム大阪)を「バファローズポンタDAY」として開催し、来場者に缶バッジ等をプレゼントしたり、ポンタの着ぐるみを登場させたりするなど、バファローズポンタに対し球団公式マスコットのバファローブル・バファローベル兄妹にも劣らない扱いをするようになっている。9月6日にはTwitterアカウントのイラストを集めた絵本「バファローズポンタのおうえんえにっき」がマイクロマガジン社より発売された。
バファローズは10月1日の対東北楽天ゴールデンイーグルス25回戦(楽天Koboスタジアム宮城)をもって2016年シーズンを終了、57勝83敗3分の最下位に沈む結果となった。この試合終了後、Twitterアカウントではファンへの感謝の意味を込めて未公開のイラストおよそ20枚がGIFアニメーションとして公開されている。その後、10月14日には絵本の第2弾「バファローズポンタのおうえんえにっき 2がっき」、11月12日には「バファローズポンタのおうえんえにっき 3がっき」が発売された。
2017年6月28日の対東北楽天ゴールデンイーグルス10回戦（弘前市運動公園野球場）では、試合前に弘南鉄道弘南線を利用して来場したポンタの画像が投稿され、これに対して弘南鉄道の広報用アカウントから謝意が示されている。
企画としては、同年7月7日からBsSHOP、B-WAVE、ぽんた屋、Ponta特典交換で順次、バファローズポンタオリジナルのPontaカードの取り扱いが開始された。3種類あるが中でも「んほー!」と叫ぶイラストのタイプは開始直後から入荷待ちの状況になるなど売れ続け、同日の対千葉ロッテマリーンズ12回戦（負け）では同タイプのカードを持って買い物するポンタ父子のツイートが投稿された。また同年8月29日から9月4日までの間、大阪・堀江に「バファローズポンタカフェ」が限定オープンすることが発表されている。
2022年7月23日の対福岡ソフトバンクホークス16回戦では「バファローズ☆ポンタDAY」と称して3回終了時に北海道日本ハムファイターズのチアリーディングチーム「ファイターズガール」が行う「きつねダンス」に便乗するかの如く「ポンタのうた。」の曲に合わせて球団の公式ダンス&ヴォーカルユニット「BsGirls」が行う「たぬきダンス」が披露された。

### グランパスポンタ
2022年シーズンより、LMが日本プロサッカーリーグ加盟クラブ「名古屋グランパス」のダイヤモンドパートナー契約を締結したことで生まれたPontaである。バファローズ☆ポンタと同様に、グランパスポンタ公式Xアカウントが開設・運用されている。
グランパスポンタの企画で1試合まるごとジャックするグランパスポンタDAYを毎年開催している。

### ZOOS Ponta
2022年9月より、LMが3x3バスケットボールチーム「Düsseldorf ZOOS」とパートナーシップ契約を締結したことで生まれたPontaである。
2023年5月にはZOOSのユニフォームを着用した「ZOOS Ponta」のLINEクリエイターズスタンプが発売されている。

## ポイントカードの入手方法
Pontaポイントが利用できる物理的なポイントカードには、共通ポイントカード機能のみ有する「Pontaカード」、クレジットカードの機能を有する「クレジット機能付きPontaカード」、Pontaに機能が集約された提携社のポイントカードの3種類がある。
LMが直接発行する「オリジナルPontaカード」は、Ponta公式サイトまたは郵送にて申し込む（1・2週間程度で自宅にオリジナルデザインのPontaカードが届けられる）。Pontaカードは発行する提携社ごとに独自のデザインになっている が、提携社の背景に街並みが描かれたデザインのもの については、サービス開始時の3社（ローソン・昭和シェル石油（→出光興産）・ゲオ）の店舗も描かれる。
その他、映画・イベント・懸賞などの限定デザイン のPontaカード・おさいふPontaカード（後述）もある。

### 提携先の発行するカード
ローソン
Pontaサービスが始まった2010年3月1日より従来のローソンポイントを移行する形で発行・利用開始。
店頭、またはインターネットで発行可能。インターネットでは1〜2週間前後で自宅に郵送される。2014年7月4日までに発行されたファミマTカードのようにポイントカードでも郵送の申込書を記入してカードが届くのまで待つ必要があったが、現在はカードの在庫があれば店頭での即時発行が可能である。
ローソンPontaカードへの入会はローソンのカウンターで店員からPontaカードを受け取る。店舗によっては店内のゴミ箱の上や、商品陳列棚の端などにカードが置かれている場合がある。また、新規開店の店舗を中心に、期間限定でPontaカード入会特設カウンターが設置される（入り口ドア前の屋外駐車場にテントを設置して店員が募集していることが多い）。
クレジット機能が付いた「ローソンPonta Visa・ローソンPonta JMB Visa」にも申込可能。審査を要するため店舗での即時発行が出来ないため店員から申込書を受け取り、郵送により申し込む必要がある。20歳以上であればクレディセゾンのホームページからも申し込み可能。
ローソンポイントカードを持っている場合は手続き不要でPontaカードとしてそのまま利用でき、Pontaポイントも貯まる（すでに貯まっていたローソンポイントもPontaポイントに自動的に移行される）。ローソン以外のPonta提携先でも、Pontaカードとして使用可能。
　ローソン公式アプリ上で提供されている「デジタル会員証機能」サービスが、2019年1月31日を以て終了すると発表された。これに先立ち、iPhoneシリーズに搭載される基本ソフト（iOS）のバージョン12.0以上にアップデートした機種に限り、Apple PayにPontaカードを登録出来るようになり、店舗レジ脇に設置されている専用端末にかざすと（Pontaポイントを貯める）（Apple Payで支払う）が同時に出来るようになった。1月31日までは「デジタル会員証機能」サービスと「Apple Payを介してのPontaカード機能」を併用可能。2月1日付のアップデートにより、公式アプリ上の「デジタル会員証機能」マークが消滅した。
出光興産
シェルブランド店舗では昭和シェル石油時代の2010年3月1日より、出光ブランドおよびapollostationブランド店舗では2021年4月1日より利用開始。各SSの店頭に置かれているカード一体型申込書に必要事項を記入の上郵送して登録または、Pontaのサイトで利用登録をする。カードは申込書に貼り付けてあり、その場でポイントを貯めることはできるが、ポイントを使う場合は会員情報登録が必要になる。2015年4月から昭和シェル石油発行のPontaクレジットカード・NICOSが発行開始され、3月から事前募集が行われた。募集開始当初は、VISAブランドのクレジットカードしか申し込みできなかったが、数年後（期日不明）からはMASTERブランドのクレジットカードも申し込みできるようになっており、MASTERブランドの方を優先的に発行させたい為、見本としてサイトやパンフレットで表示されるクレジットカード画像のほとんどはMASTERブランドの方である。VISAブランドの方は、丁寧に申し込みサイト閲覧しないとわからない位置にあるリンク文字をクリックして表示させるVISAブランドの専用ページで申し込みする必要がある。2023年12月31日をもって新規募集停止した。有効期限切れの更新分は引き続き発行される。
ガソリン・軽油・灯油は後述の対応店舗ブランド拡大までは1リットルにつき1ポイント、それ以外は税抜100円に1ポイント、ブランド拡大以後は2リットルにつき1ポイント、それ以外はスタンド毎に異なることとなるが、洗車 などの一部はポイントはつかない。
Pontaのクレジットカードで支払いした場合、Pontaポイントとは別に、他のVISA加盟店やJCB加盟店での支払い時と同様のクレジット利用ポイントも付く。ただし、昭和シェル発行のShell Pontaクレジットカードを使用した時は現金専用のPontaカードと同じ2リットル（共通化前は1リットル）につき1ポイントの制度が2倍になるだけで、VISA(MASTER)加盟店で使用した時の100円ごとに1ポイントはつかない。出光と合併前のシェルブランドの店舗のうちの一部は石油店独自発行の現金払い専用お得意様カード等のハウスカードで値引きを行い、Pontaポイントの付与対象外店舗だったり、シェルPontaクレジットカードやスターレックスカードでの値引きに非対応の店舗も存在した。
ただし、ローソン、ゲオ、ルートインで発行したPontaのクレジットカードの場合はPontaポイントは付与されるが、Pontaとは関係ない一般のクレジットカードの価格での給油になる。
Shell EasyPayおよび出光のDrivePayにPontaのクレジットカードを登録してPontaポイントを利用したり付与することが可能。ただし、前者は2015年4月より前に登録している場合は登録のやり直しをしないとポイント機能が使えない。
Shell EasyPayやDrivePayに昭和シェル石油発行のShell Pontaクレジットカードを登録したものを使用して給油した場合は、EasyPay(DrivePay)に登録しているスターレックスカードを使用した時の特別給油価格と同額で給油でき、出光ブランドの店舗の場合はapollostationカード（旧まいどプラスカード）の会員価格と同額で給油できる。
おさいふPontaカードを使用する場合は、JCBプリペイド機能は使用不可能で現金払い専用になる。
2019年4月に、出光興産と経営統合してトレードネームを「出光昭和シェル」とした（トレードネームは2020年7月まで使用）が、引き続きPontaサービスは2021年3月まで昭和シェルブランドのSSのみの対応だった。2021年4月1日に、新SSスタンドの「apollostation」となるのを機に、「出光」「apollostation」の各スタンドでも貯めて使えるようになる。前述の通り付与条件が変更となったほか、券面デザインの背景およびポンタの制服をシェルからapollostationに変更したポイントカードの発行が開始された。ただし、共通化時点においては旧昭和シェル扱いであったPontaクレジットカードはapollostation扱いには移行されていない。apollostationに店名変更したスタンドであっても、POSシステムが従前のまま看板だけ交換されたため、以前にシェルだった所はシェル方式のままで変更なし、以前に出光だった所は出光方式のままで変更なしの状態で統一されていない。ただし、apollostationに統一開始した後に新規オープンした店舗は、今までシェルブランドの店舗だけを経営してた石油店が運営の店舗であっても出光方式のPOSシステムである。
ゲオ
Pontaサービスが開始された2010年3月1日より従来のゲオメンバーズカード・ゲオポイントカードなどを移行する形で発行・利用開始。ゲオ店頭で申込書を記入し、身分証明書を提示すれば即時発行・利用が可能。インターネットから申し込む場合は必要事項を入力し、カードが届いたら身分証明書を一緒に持参して手続きすればレンタルできるようになる。
新規入会・ゲオ以外のPontaカードへのレンタル登録・インターネットで発行されたゲオPontaカードでの初回レンタル時・1年以上の利用がない場合・年間の確認時などは運転免許証などの身分証明書が必須である。
日本航空
2015年4月1日加盟。「JMBローソンPontカードVisa」（クレディセゾン発行の提携クレジットカード）として、ローソンと共に提携先となっている。
2015年4月1日より正式にPonta加盟店になった為、JMBローソンPontaカードVisaを持っていなくてもJMB会員であればPontaポイントがマイレージに変換でき、マイレージがPontaポイントに変換できるようになった。
ルートインジャパン
2010年9月1日に従来のポイントサービスを移行する形で発行・利用開始。ルートインホテルズ各店舗でカードを発行している（一部店舗を除く）。
ケンタッキーフライドチキン
2011年6月30日提携開始。申込書にカードが貼り付けてあり、その場でポイントを貯めることはできるが、ポイントを使う場合は会員情報登録が必要になる。
ローソンストア100
2012年3月1日より発行・利用開始。ローソンストア100店頭（レジなど）にある申込書にカードが貼り付けてあり、その場でポイントを貯めることはできるが、ポイントを使う場合は会員情報登録が必要になる。
利用者登録が殺到したことなどから店頭ではインターネットによる利用者登録を案内したり、利用者登録がなくてもポイントをためることができる旨を告知している。
リクルート
リクルートが行うサービスの利用時やリクルートのクレジットカード利用時につくリクルートポイントをPontaポイントに変換できるようになった。但し、じゃらんやホットペッパーグルメ等で付く「リクルート期間限定ポイント」「サイト限定ポイント」は交換の対象外 。

#### クレジットカード
クレジットカードのPontaカードの場合は、届いたらPonta公式サイトでの利用登録が必要である。国際ブランドは前四者がVisa、ジャックスと清水銀行のみJCB。
クレディセゾン
「ローソンPontaカードVisa」、「JMBローソンPontaカードVisa」の発行元。これらのカードを申し込むときはクレディセゾンで行うことになる。
SBIカード
「GEO Ponta Visaカード」の発行元。このカードを申し込むときはSBIカードで行うことになる。
三井住友カード
「ルートインホテルズPonta VISAカード」の発行元。このカードを申し込むときは三井住友カードで行うことになる。
三菱UFJニコス
「昭和シェルPonta NICOS VISAカード」「昭和シェルPonta NICOS MASTERカード」の発行元。このカードを申し込むときは三菱UFJニコスで行うことになる。
インターネットで申し込みする時は、シェル スターレックス カードの申し込みサイトと合体しているので、カードの種類を選択する欄でPontaのクレジットカードとVISAまたはMASTERの契約したいブランドを選ぶ。また、スターレックスとは選択制となるため、保有できるカードはどちらか一方となる。2023年12月31日をもって新規募集停止した。新規申込が不可能なだけで有効期限切れの更新分は引き続き発行される。
ジャックス
「Ponta Premium Card」の発行元。このカードを申し込むときはジャックスで行うことになる。
2011年1月7日から発行・募集開始。
清水銀行
「SHIMIZU With Card」の発行元。金融機関では初めてクレジットカード・キャッシュカードに加えてPontaカードと一体化した。クレジットカードとしては系列企業でJCBグループ加盟の清水リース&カードのライセンスによる。このカードを申し込むときは清水銀行で行うことになる。

## 参加企業

### 正式に参加している企業
- ローソン、ナチュラルローソン、ローソンストア100
税抜200円で1ポイント（16:00～23:59は2ポイント）たまる。
ボーナスポイント対象商品がある。
PontaがたまるようになっているEdyやクレジットカードで購入した場合、その分も合わせてポイントが付加される。
貯めたポイントを現金代わりに利用することも可能[注 15][注 16]。
ローソンPontaカードVISAやJMBローソンPontaカードVISAでクレジット払いして（これらのカードを登録しているおサイフケータイのiDでも可）、このカードのポンタ番号でポイント付与してもらうとポイントが2倍になる[注 17]。
おサイフケータイに対応した携帯電話・Androidスマートフォン・Apple Pay（Apple ウォレット）のPonta（Androidの機種のみローソンアプリのインストールとアプリでのおサイフケータイへの設定が必要だがこのサービスが終了したため設定不可能になった。ただし、アプリで設定できた時代に利用設定済みでおサイフケータイから削除していない場合は2025年現在でも引き続き可能）では、Pontaの会員IDを登録しローソンのレジやLoppiにあるリーダーにかざすことで、ポイントの付加や利用、チケット発券時の個人情報読み出し、会員メニューの利用などがカードを出さずに利用できるローソンモバイルPontaを提供している。おサイフケータイに対応していないスマートフォンの場合は、LoppiのQRコードを読み取りするカメラ部分にPontaカードのアプリやPontaポイントカード裏面のバーコードを読みとらせてから登録してある誕生日と電話番号を入力すれば使える。
かつてのポイントカードであるローソンパス・マイローソンポイントなどはそのままPontaに移行するためカードの切替は不要[94]。ただし、前述の通りカードのIDが変更された。また、ローソンパス限定の「会員割引（牛乳割引）」、ポイント特典のプリカコース（ポイントのローソンプリカへの交換）が廃止された。
ローソンストア100では長らく対応外であったが、2012年3月1日より利用可能となった。
カードの柄も通常のローソンのものとは異なる。
税抜200円で1ポイント貯まる（ポイントはローソン同様に1ポイント1円で利用可能）。
期間限定サービスとして定期的に昭和シェル石油で給油した日にローソンを利用するとローソンで付与されたポイントが2倍または3倍になるサービスを開催している[注 18]。
- ゲオ
2010年3月1日サービス開始当初は105円（税込）ごとに1ポイント。
2010年7月1日にポイント付与レート変更により210円（税込）ごとに1ポイント[95]。
2013年5月7日よりレンタル利用ではポイント付与対象外となる[96]。ただし、2017年2月から導入されたセルフレジを使用する時に限り、レンタル利用でもポイントを付与するようになった。ゲームソフトの購入・本の購入・セルCDの購入は対象内。
2014年4月1日に消費税率変更により税抜200円で1ポイント貯まる。
2009年11月より新たに「ゲオPontaカード」を発行。
独自に行っていたポイントサービス「ゲオポイント」は2009年12月末で有効期限の更新が、2010年2月末でサービスがそれぞれ終了し、既存会員にはカードの切替を案内している。既に溜まっているポイントについては株主会員のみが移行でき、一般の会員は最長で2月末でポイント期限が終了した[44]。ちなみに、ゲオポイントの有効期限は3ヶ月間であった。
ローソン同様にクレジットカードでも購入できるが、その際はPontaカードを提示してもポイントが付加されないことがあるがPontaポイントがたまる設定済みのおサイフケータイのEdyか、クレジット機能付きのPontaカードの場合はその分のPontaポイントが付加される。
  - GEO Online（リテールコム）
  - セカンドストリート・JUMBLE STORE

スマートフォンの買い取りなど、指定の品の買い取り時にはPontaポイントが付加されない。
- 出光興産（出光昭和シェル（一部のサービスステーションでは未対応））
SSブランド拡大までは現金支払いで燃料油は1リットルごとに1ポイント、燃料油以外は100円（税別）ごとに1ポイント。拡大後はいずれの支払い方法でも燃料油は2リットルごとに1ポイント、燃料油以外はSSにより異なる[注 11]。
出光興産の公式サイトにある給油所の所在地検索ページでPontaカード対応のSSだけを検索して表示することが可能。
ローソンなどで貯めたPontaポイントでPonta価格でポイント分だけ給油出来るが、残りを一般クレジットカードやQUICPayやVISAtouchなどで給油しようとすると一般価格になって単価が上がるスタンドが多いので注意が必要である。
クレジットカード一体型Pontaカードは2015年4月1日よりカードリーダーがPontaカード機能のあるクレジットカードと認識するように変更されたので、現金支払いと同様にポイントがつき、クレジットカードで支払いした時につくポイントの両方がもらえるようになった。
ただし、ローソン・ゲオ・ルートインで発行したPontaクレジットカードやPonta公式サイトで発行したPontaクレジットカードの場合は、ポイントの使用や付与はできても現金専用Pontaカードの価格ではなくて、Pontaカードを持っていない人向けの一般価格での給油になる。
NICOS発行のシェルPontaクレジットカードの場合は1リットルにつき2ポイント付与される（灯油は対象外）[注 19][注 20]
2019年4月に出光と経営統合しトレードネームが「出光昭和シェル」となったが、出光は楽天ポイントでシェルはPontaポイントの違いがあった。前述の通り、2021年4月1日に新SSブランド「apollostation」導入と同時にポイントサービスが共用化され、これまでの「昭和シェル」ブランドのほか新ブランドの「apollostation」及び従来の「出光」ブランドでも貯めて使えるようになった[89][90]。
- SBIグループ5社
  - 保険の窓口インズウェブ（SBIホールディングス）
  - オートックワン
  - SBI証券
  - 住信SBIネット銀行
  - SBIアクサ生命保険
- ケンタッキーフライドチキン（千葉県内のみ→全国展開）
2010年10月12日まで千葉県内の店舗で試験運用を実施。その後2011年5月12日より千葉県内でのサービスを再開し、2011年6月30日より全国の店舗でサービスを開始した[97]。
- サカイ引越センター
- 日本通運（引越のみ）
- ローソンエンターメディア
クレジット機能付きのPontaカードを持っている場合、ホームページ上で申し込むことによりローソンPontaクレジットチケット会員に無料でなれる。これにより、プラチナ先行予約ならびにプレリクエスト先行予約のチケットを申し込むことができる。
- ルートインジャパングループ（ルートインホテルズ）
2010年9月から発行開始。店舗や利用目的別にポイント付与数が異なる。
- オリックスグループ2社
  - オリックス自動車
  - オリックス・クレジット - 2011年3月1日から参加。
- トラベルレンタカー
- Life Net
- コミックシーモア
- 日本ロードサービス
2010年10月から参加。
- saQwa（デジタルダイレクト）
2010年11月から参加。イオングループのイオンドットコムに吸収合併されて運営会社自体がなくなった為脱退した。ブランド名だけは継続中。
- トータルボディデザイン
2010年11月から参加。
- エーティーワンダイレクト
2010年12月から参加。
- ヒマラヤ
2011年1月25日から参加。
  - ビーアンドディー

2014年11月21日から参加[98]。
- AOKI
2011年2月19日より19店舗で試験導入[99]。その後2012年12月1日から全国で導入。200円(税込)につき1ポイント。aokiポイントカードとの併用不可。
- ポンゲー
2011年2月24日より参加。ポンゲーは、株式会社レッグスが運営する複合エンターテイメントサイト。サイト内で使える通貨aコインを購入するとPontaポイントが貯まるようになっている。
- GABAマンツーマン英会話
2011年3月8日から参加。
- ピザハット（全国）
2011年5月10日から参加[100]。ただし現在は、Pontaポイントの機能を一時的に停止ということで一切使えないようにしている。
- H.I.Sソウル東和免税店
2011年5月17日から参加。なお、Pontaにおいて初めての海外サービスとなった。
- HMV
2011年8月から参加。
- LAWSON HOT STATION エルパカ
2011年8月から参加。
- NTT東日本・NTT西日本（インターネット接続サービス）（フレッツ光）
2012年2月1日から参加。　
※NTT東日本はフレッツ光メンバーズのポイントをPontaポイントへ移行可能だった（2015年1月6日受付終了）。
- ローソンストア100
詳しくは#正式に参加している企業のローソンを参照
- 十六銀行
2012年10月1日から、同行の「J-マイレージポイント」でのポイント交換を開始。
- Apaman Network（アパマンショップ）
2012年11月より参加。賃貸契約手数料がポイント対象となる。
- セガゲームス
2018年5月より、同社のポイントサービスであるPlaybitとPontaの相互ポイント交換を開始[101]。
- リクルートホールディングス
2015年11月24日[注 21] より、同社が運営しているリクルートポイントがPontaに移行[注 22]。2016年2月2日より、延期されていたサービスが開始となり、同社が運営している「じゃらん」・「ホットペッパー」などでポイントの付与・利用が可能となった[4][102]。
- 九州旅客鉄道
2015年9月1日より、JR九州インターネット列車予約サービスで予約すると加算される「eレールポイント」のPontaへの交換を開始[103]。2017年7月7日に、対象ポイントの「eレールポイント」がSUGOCA向け「SUGOCAポイント」及びJQ CARD向け「JQポイント」と統合して「JRキューポ」に変更になった[104]。
- ハート引越センター（ハート・インターナショナル）
2015年10月1日より参加[105]。
- 髙島屋（ジェイアール名古屋タカシマヤ、伊予鉄髙島屋は除く）
2016年10月19日より参加。
- ビックカメラグループ3社
  - コジマ

2017年1月24日より参加[106]。
  - ビックカメラ、ソフマップ

2020年4月22日より参加[107]。
- UR賃貸住宅
2017年6月20日より参加[108]。家賃500円につき1ポイント貯まる。
- アルビス（北陸地区のみ）
2017年10月30日より参加
- ライフコーポレーション
2013年7月頃からの一部店舗試験導入を経て2018年5月29日から全店で参加[109]。
税抜200円で1ポイント貯まる（ポイントは1ポイント1円で利用可能）。
- トモズ
2018年8月1日より参加[110]。
- WILLER（WILLER TRAVEL）
2013年7月1日から参加（加算対象は7月31日出発分から）。同サイトからの利用で200円に付き1ポイント。但し、ポイントの利用は出来ない[111]。2015年10月末でWILLERサイトからの利用によるポイント加算は無くなったが、2019年4月現在もPontaWeb経由で申し込むことによって100円に付き1ポイントが貯まるサービスは継続している。
- 丸善・ジュンク堂書店
自社のポイントカードであるhontoカードと併用が可能
- au（KDDI／沖縄セルラー電話）
2020年5月21日開始、同社の展開するau PAY（クレジットカード決済（ゴールドカード含む）／プリペイドカード決済／QR・バーコード決済）での支払い、au PAYマーケットでの買い物、au通信サービス（携帯・auひかり／auひかり ちゅら）の利用。
連携開始前に取得していたau WALLETポイントもPontaへ統合可能。また、携帯・ネット等各サービスの支払いをまとめている家族間でのポイント（限定ポイント除く）の贈与が可能[112]。ただし、Ponta会員IDとau IDの連携状況が一致していないと贈ることが出来ない。
- Loco Partners
2020年12月7日より。同社が運営するホテル・旅館予約サイト「Relux」でau IDと連携させることによって、利用額の1%分のPontaが貯まる。ポイントを使用することも可能。
- 三菱UFJ銀行
2021年6月1日より、メインバンクプラスのサービスの一つとして導入[113]。
- 成城石井
2021年11月15日から一部店舗にて導入[114]。
- サントリービバレッジソリューション
2025年3月からスマートフォンアプリ「ジハンピ」対応の自動販売機に順次導入。1本購入ごとに1Pontaポイントが付与されるほか、ポイントによる支払いにも対応する[115][116]。

#### 以前参加していた企業
- Ponta & LAWSON ネットショッピング
2011年8月にサイト閉鎖。
- コナミスポーツ&ライフ
- タイヤ館（北海道・青森県・静岡県・大阪府のみ→北海道・青森県のみ）
2010年10月1日から北海道・青森県・静岡県・大阪府の各店舗で試験導入。
2012年5月1日から対象地区を北海道・青森県に変更。またポイント付与も100円（税込）につき1ポイントから200円（税込）につき1ポイントに変更[117]。
2013年6月30日をもって提携終了。
- ゲオカフェ（ゲオディノス）
2014年6月30日をもって提携終了。（ゲオの関連会社ではなくなったため）
- 新生銀行（現・SBI新生銀行）
口座開設等でポイントが付く
2013年11月30日をもって提携終了。
- KCカード
カード利用で貯まるポイントを、自動的にPontaポイントに移行する「Pontaコース」を2012年5月から設定していた。
2014年11月28日をもって提携終了。
- 日本エンタープライズ
2015年3月16日をもって提携終了。
- ワタミ
ワタミが展開する「和民」「坐・和民」のうち神奈川県内の店舗限定で実施だったが、全国で使用可能になった。2015年7月末でPontaから脱退した。ワタミ発行のカードは他社のPonta加盟店で脱退後も利用可能である。
- LEOC
2011年6月1日から参加[118]。
2015年10月31日をもって提携終了。
- 国内線ドットコム
2012年10月から参加、2016年1月のサービス終了とともに提携終了。なお同社は日本航空・全日本空輸が共同出資する、航空券販売サイトの運営会社。
- ビックカメラ（札幌店のみ）
2011年6月17日より参加[119]。
2016年10月31日をもって提携終了[120]。2020年4月22日から全国の店舗で導入。これにより札幌店では事実上の再参加となる[107]。
- サンキューカット
2011年8月1日より福岡県のみで参加[121]。その後2012年になってエリアごとに段階的に導入し現在は全国展開。1回(1000円又は1080円、2019年3月以降は1200円に値上げ)につき30ポイント。ポイント使用は1000点単位。消費税率引き上げに伴い1080円となった店舗であっても1000点でカット1回に充当することが可能である。ローソンのお試し引換券なども含めてPontaポイントは必ずしも1点1円と決まっているわけではない。独自のスタンプカードとは併用不可である。2017年8月31日をもって提携終了。
- カラオケ本舗 まねきねこ
2015年2月23日より、東京、神奈川、千葉、埼玉（一部）で参加。5月11日から全国の店舗で使えるようになった[122]。
導入にあたって、三菱UFJニコスとJR東日本メカトロニクスが提供しているクラウド型マルチ決済システム「J-Mups」のサービス内容拡充が行われており[123]、クレジットカードの信用照会端末にポイント取り扱いを集約出来るようになっている。
2018年8月31日をもって提携終了[124]。
- 大戸屋ごはん処
2013年7月から一部店舗で参加、同年9月2日より全国展開開始[125]。
2019年3月31日をもって提携終了[126]（提携先を楽天に変更し、楽天スーパーポイントに鞍替え）。
- NTTドコモ
2015年12月より携帯電話の利用やドコモのポイントカード（dポイントカード）やドコモのクレジットカード（dカード）で取得できるdポイントがPontaポイントに、Pontaポイントがdポイントに変更できるサービスを行っている。
  - ちなみに2015年12月現在は、dポイントカード利用可能店舗ははローソンのみでポイント倍増付与商品はPontaポイント倍増付与商品と同一商品となっている。2021年2月現在dポイントはファミマ、ポプラでも利用できる
  - dポイントをPontaポイントに変換する場合は5000ポイント単位から可能。（ただし1回あたり手数料で250ポイントを引かれる）Pontaポイントをdポイントに変換する場合は100ポイント単位で100ポイントに交換（交換時の手数料は不要）。
  - dポイントカードはドコモの回線を使用していない人も取得できるが、Pontaポイントに交換等を行う場合はドコモの加入者のみの対応となっている。[127]

2020年9月30日をもって提携終了。
- コミックとらのあな
2018年10月15日から参加（当初は東京都・千葉県・大阪府の一部店舗のみ[128] であったが、2019年3月時点で五大都市圏および周辺地域と仙台市の一部店舗へ拡大[129]）、100円につき1ポイント。2021年8月31日をもって提携終了。
- ゼンショー（山梨県内のみ→全国展開）
2011年2月8日より傘下のすき家、ジョリーパスタ、ココス、ビッグボーイ、はま寿司で試験導入開始。同年8月末でサービス終了[130]、2019年7月から11月にかけて順次全国のゼンショーグループで段階的に導入。これにより山梨県内では事実上の再参加となる[131]。2022年7月4日をもって提携終了[132]。
- GENDA GiGO Entertainment
2013年3月18日から参加。旧・セガ エンタテインメント→GENDA SEGA Entertainment。店舗内にある専用端末ルーレットで来店ポイントが獲得できる[133]。2020年12月30日でセガサミーグループを離脱、現社名に変更。2022年1月28日に、セガから残りの株式を全て取得して現社名に変更。2025年3月31日でサービス終了。

### 正式に参加していないが利用可能な企業
クレジットカード・電子マネー利用により、一律でポイントが付与されるケース
- 楽天Edy導入店
楽天Edyが導入されているおサイフケータイ限定のサービス。あらかじめ「Edyでポイント」でPontaのポイントがたまるように設定する必要がある。たばこに関してはPontaカードを提示してもポイントが付加されないが、サークルKサンクス以外の全てのコンビニでおサイフケータイのEdyで支払うとポイントが付与される。ただし、施設や商品によっては対象外となる場合がある。
クレジット機能付きのPontaカードの内、クレディセゾン発行分においてはEdyチャージ時においてもポイントが付与される[注 23]。2020年11月30日でEdyでポイントのPontaポイントがたまる機能が終了した。
- Visa・JCB・MasterCard加盟店
クレジット・プリペイド機能付きのPontaカードのみ。日本国内のみならず全世界で使用してもポイントが付与される。
クレディセゾン発行の「ローソンPontaカードVisa」「JMBローソンPontaカードVisa」においては、1000円（消費税等含む）ごとに5ポイント付与。
2020年8月17日までは先述のクレディセゾン発行の「ローソンおさいふPonta」の1ヶ月の決済金額500円ごとに1ポイント付与されていた。
三井住友カード発行の「ルートインホテルズPonta VISAカード」においては、300円（消費税等含む）ごとに1ポイント付与。
三菱UFJニコス発行の「昭和シェルPonta NICOS VISAカード」においては、100円ごとに1ポイント付与。ただし、昭和シェルで給油時に使った場合のみ現金支払いでは1リットルごとに1ポイントだが、2ポイントを付与。昭和シェルでの給油時にクレジット利用しなかった場合は年会費が必要。
ジャックス発行の「Ponta Premium Card」においては、上記に加えて「クレジットPontaポイント」として利用額300円ごとに2ポイント（一部例外あり）、「ボーナスポイント」として毎年1-6月、7-12月の利用額40万円ごとに1500ポイントを付与[134]。
KDDIおよび沖縄セルラー電話で発行している「au PAYカード」（VISA・MasterCard）または「au PAYプリペイドカード」（MasterCard）の利用でポイントが付与される（ポイント還元率は利用日時や店舗によって異なるためここでは割愛する）。
- 各種公共料金
電気、ガス、水道、携帯電話、NHK受信料などの公共料金をクレディセゾンもしくは三井住友カード、三菱UFJニコス発行のPontaカードで支払うとポイントが付与される。クレディセゾンや三井住友カード、三菱UFJニコスのホームページで直接申し込みできたり、支払い申込書を取り寄せて手続きすることで申し込める。
- 高速道路
クレディセゾンもしくは三井住友カード発行のPontaカードを申し込む際にETCカードも申し込むことができ、そのカードで高速道路を利用するとポイントが付与される。
- iD加盟店
クレディセゾンもしくは三井住友カード発行のPontaカードを申し込む際に非接触型決済のiDも申し込むことができ、ローソンやiDマークのある加盟店で利用するとポイントが付与される。
クレディセゾン発行の「ローソンPontaカードVisa」「JMBローソンPontaカードVisa」においては、NTTドコモのおサイフケータイにダウンロードしたローソンPonta iDアプリとローソンPonta会員認証アプリが必要となる。2011年11月1日よりNTTドコモのFeilCa搭載スマートフォン（Androidのみ）でも使えるようになった。
三井住友カード発行の「ルートインホテルズPonta VISAカード」においては、携帯型iDの他にiD専用カードも申込可能。
- QR・バーコード決済導入店
au PAY利用者はau PAY導入店および一部の楽天pay導入店での利用でポイントが付与される。

ポイント交換によりPonta・他社ポイントの相互利用が可能なケース
- 日本航空（日本航空、JALエクスプレス、J-AIR、日本エアコミューター、日本トランスオーシャン航空、琉球エアーコミューター）、ワンワールドアライアンス加盟航空会社、北海道エアシステム、エールフランス、エミレーツ航空、中国東方航空、バンコク・エアウェイズ、ジェットスター・ジャパン
上記航空会社はJALマイレージバンクのマイルが付与される。クレディセゾン発行の「JMBローソンPontaカードVisa」でも適用可能。Pontaの2ポイントでJMB1マイルに変換できる。JMB10000マイルでPontaの10000ポイントに交換できる[注 24]。
- リクルート
2015年11月24日より、同社が運営しているリクルートポイントがPontaに統合された。先行して2014年7月30日よりPontaとのポイント交換サービスを開始。ポイント統合後も、一部のサービスではリクルートポイントを使用しているため、ポイント交換サービスは継続[135]。
- LINE
2015年9月1日よりサービス開始。「LINE フリーコイン」42コインをPontaポイント100ポイントに、Pontaポイント120ポイントを「LINE ギフトコード」100円分に交換できる[136]。LINE側がポイント交換サービスでの機能を完全終了した為できなくなった。

その他のケース
- ZIPAIR Tokyo
2023年4月24日から1Pontaポイント→1ZIPAIR限定ポイントの割合でZIPAIR Tokyoが運営しているZIPAIRポイントに交換出来るようになった。なお、ZIPAIRポイントからPontaポイントへの交換は出来ない[137]。
- グローアンドグロー（株）
京都府京丹後市及び与謝野町にある三菱商事エネルギーのガソリンスタンドのセルフSS（峰山町新町店・京丹後弥栄店・野田川町石川店。いずれもローソン併設）にて現金支払いで給油の際にPontaカードを使うと会員価格で給油可能。ポイントは付与されない。

## サービス終了済みの機能

### 「楽天Edyでポイント」によるPontaのポイント設定
携帯電話によるおサイフケータイの楽天Edyにて、「楽天Edyでポイント設定」でPontaのポイントがたまるように設定することができ、楽天Edy加盟店 において税込200円で1ポイント貯まり、1箇月の利用分が翌月7日以降にまとめて付与される。楽天Edy#Edyでポイントも参照。ローソンなど楽天EdyとPonta両方に加盟する店舗で利用した場合はPontaカード提示時のポイントと楽天Edy利用のポイントの両方が付与される。2020年11月30日終了。

### Pontaのグループ登録
Pontaでは、最大で9枚のPontaカードをグループ登録することができる。これは、それぞれのカードのポイントをひとつにまとめて使うことができることを意味する。グループ登録するにはあらかじめPontaのホームページで登録する必要がある（但し、登録した後のグループの名前などの変更はできない）。グループにする人に招待メールを送り、それに返信することでグループに登録される。ちなみに、招待メールを受け取った人は参加を拒否することができる。ただし、1度グループを脱退すると、その人のポイントは0になってしまう。また、グループを解散すると今までためたポイントは0になってしまうため、解散する前にポイントを使い切る必要がある。グループ登録の代表者はPonta webに登録できてリクルートのサービスが利用できるが、グループに参加する人はリクルートのサービスが使えない。
ただし、グループ登録ができるのは、リクルートのサービスと合併して、現在稼働中の新しいサイトになる前からPontaカードを利用してサイトに会員登録している人だけである。2021年1月12日に新規登録が停止され、その後の2021年4月にサービスの提供を終了した。

### おさいふPonta
2015年11月3日、ローソンはJCBプリペイド機能が付いた「おさいふPonta」の発行を開始した。Pontaで初のプリペイドカード機能付きポイントカードで、店頭で無料で発行できる。従来のPontaカード（クレジット機能の付いたものは除く）からポイントの移行も可能。
チャージはローソン店頭での現金チャージか、おさいふPontaサイト上でのクレジットチャージに限られ、クレディセゾン発行のカード以外でチャージした場合は、1回につき200円（税別）の手数料がかかる。
このカードは昭和シェル石油全店ではプリペイド機能の利用及びポイント加算をはじめとした一切の取扱いが出来なかったが、2017年4月11日からはPontaポイントの加算・利用が可能になった。但し、現金利用のみでプリペイド機能を使った支払いが出来ないため注意が必要である。また、プリペイドカードのため、JCBカードが利用可能であっても一部の加盟店やサービス・商品が利用できない。なお、おさいふPontaの決済によるポイント還元率は0.2%で、ポイント設定をした楽天Edy(0.5%)や、同年12月15日にローソンで導入した電子マネーWAON(0.5%)よりもポイント還元率が低い。
2020年8月17日にプリペイド機能の取り扱いを終了した。それに先立ち、6月30日をもってカードに記載の有効期限にかかわらずJCB加盟店での利用ができなくなり、2020年7月1日〜8月17日は既にチャージされた残高はローソン店頭のみでの利用に限定され、8月18日以降は従来のPontaカードと同じ取り扱いとなり、カード記載の有効期限が経過してもポイントカードとしての利用が可能。8月18日以降、未使用残高の払戻しを開始する。